# マフディー (アッバース朝カリフ)
マフディー（アラビア語：المهدي ابو عبد اﷲ محمد بن عبد اﷲ المنصور بن محمد بن علي بن عبد اﷲ بن عبّاس   al-Mahdī Abū ʻAbd Allāh Muḥammad b. ʻAbd Allāh al-Manṣūr b. Muḥammad b. ʻAbd Allāh b. ʻAlī b. ʻAbd Allāh b. ʻAbbās, 744年/745年 - 785年8月4日）は、アッバース朝の第3代カリフ（在位: 775年 - 785年）。イスム（個人名）を伴ってムハンマド・アル＝マフディー محمد المهدي Muḥammad al-Mahdīとも。父はアッバ−ス朝第2代カリフ・マンスールで、母はマンスール・ブン・アブドゥッラー・アル＝ヒムヤリーの娘、ウンム・ムーサー・アルワー（امّ موسى اروى Umm Mūsā Arwā）。 

## 生涯
マフディーは744年ないし745年、クーファで生まれた。760年、アリー家一門の長老だったアブドゥッラー・アル＝マフドとその息子ムハンマド・アン＝ナフス・アッ＝ザキーヤが叛乱を起こした時、アブドゥッラー・アル＝マフドは息子のアン＝ナフス・アッ＝ザキーヤを救世主・マフディーと呼んで決起したが、カリフ・マンスールはこれに対抗して自らの息子ムハンマドに「マフディー」というあだ名をつけ、これが即位名となった。
775年、父マンスールが亡くなり、遺言によって後継者に指名されていたようで、臣従の誓い「バイア」を受けて即位した。即位後ただちに廷臣たちに息子のムーサー（のちのハーディー）とハールーン（のちのハールーン・アッラシード）の兄弟を自らの後継者と認めるように誓わせたと伝えられている。
777年に、ホラーサーンのメルヴにおいて、ハーシム・アル＝ムカンナア（حاكم المقنّع）が叛乱を起こした。このアル＝ムカンナアは片目の人物だったと伝えられており、輪廻（تناسخ tanāsukh）の教義を説いてホラーサーン一帯で支持を集めた。
781年2月7日、マフディーは東ローマ帝国領へ派兵した。遠征軍司令には後にカリフとなる息子のハールーンを送っている。
マフディーは後代の歴史家たちの評によると、大変に敬虔な人物だったと伝えられており、一日五回の礼拝のおりには、その度ごとに人々とともに列席して礼拝を行ったという。彼がメッカへの巡礼（ハッジ）を行った歳にはイエメンやエジプトから支出し、ハッジの諸々の儀礼にともなう費用として銀貨8万ディルハムを扶助したともいう。また、病人や身体障害者のために多くの病院を各地に建設した。
父のマンスール時代に引き続き、マニ教徒などのいわゆる「ザンダカ主義者（ズィンディーク）」と呼ばれたアッバース朝に反抗したキリスト教、ユダヤ教以外の様々な宗教勢力やメルヴから出現しホラーサーン一帯に割拠したアル＝ムカンナアなどの反アッバース朝闘争の鎮圧に忙殺された。ビザンツ帝国への遠征も行っている。
マフディーは785年に死去した。次代はマフディーの遺言通り、長男のムーサー（ムーサー・アル＝ハーディー）が継いだ。

## 文化的業績
マフディーは治世中に、ネストリウス派総主教ティモテオス1世に依頼して、アリストテレスの『トピカ』など論理学関係のギリシア古典哲学の作品を、ギリシア語原典やシリア語訳からアラビア語へ翻訳させている。
マフディーはアッバース朝政権の政治的、特に宗教的優位性を確立するために腐心し、いわゆる「ザンダカ主義者（ズィンディーク）」勢力を理論的にも圧倒する事を意図して、これらの勢力の研究やギリシア哲学思想の研究を行わせ、「異端者」の摘発等を進めた。
このように、反抗勢力との闘争と、アッバース朝政権の磐石化を進める中で、シリアなど領内のキリスト教側からの協力も受けてアリストテレス哲学を受容し、マフディーの時代にイスラーム（思弁）神学（ʿIlm al-Kalām）の土台が築かれていった。

## 家族
マフディーには、イエメン人の奴隷出身だったハイズラーン（Khayzrān Umm Walad）という妃がおり、即位の翌年775-776年に彼女との間に、後にカリフとなるムーサー・アル＝ハーディー、ハールーン・アッラシード、娘のバヌーカ（al-Banūqa）を儲けた。また、ハイズラーンを娶った同じ年にアル＝ファドル・ブン・サーリフの娘、ウンム・アブドゥッラーとも結婚している。